# Palazzo del Rostiolo
Il palazzo del Rostiolo è un edificio civile sito a Sassello, in provincia di Savona. È un'antica casa padronale, un tempo proprietà della famiglia Romano, appartenente alla piccola nobiltà del luogo.

## Storia e descrizione
L'edificio sorge alla confluenza del Rio Rostiolo (da cui prende il nome) con il fiume Orba su un'area di circa 6 ettari denominata Campazzo. Un tempo era luogo di residenza della nobile famiglia Romano che da qui amministrava i propri possedimenti terrieri estesi in gran parte della vallata. Lo stesso terreno su cui fu edificata la chiesa di San Giovanni Gualberto nella vicina frazione di Vara Inferiore (oggi comune di Urbe) fu donato dalla famiglia nel 1828.
Il palazzo si sviluppa su tre livelli ed ha asserviti altri fabbricati che erano utilizzati come stalle, fienili ed abitazioni dei contadini. Gli interni erano sontuosi in proporzione alla relativa povertà della zona e gli ampi saloni furono abbelliti con affreschi. L'edificio è dotato di cappella privata dedicata a Santa Filomena, ancora oggi utilizzata, inglobata nel lato nord del palazzo. All'interno della cappella si trova un pozzo in cui furono rinvenuti diversi documenti d'epoca, trasferiti nell'archivio parrocchiale di Vara Inferiore. Sulla facciata della cappella campeggiava la scritta: Cappella Marchionale - sotto il serenissimo Senato della Repubblica di Genova - anno 1774. Pare che la devozione a Santa Filomena fosse stata introdotta da un sacerdote francese, Martino Ciais, fuggito dalla Francia nel 1794.
Durante la seconda guerra mondiale furono danneggiati la statua di Santa Filomena e l'altare. Negli anni successivi il palazzo versò per lungo tempo in stato di abbandono e gran parte degli affreschi andarono perduti a causa dell'umidità e delle infiltrazioni di acqua. Nel 1978 tutta l'area fu acquistata dall'AGESCI Liguria che la riqualificò trasformandola in base scout; qui vengono organizzati campi in tutti i periodi dell'anno, e nel 2004 ha ospitato il campo scout internazionale Macramé 2004 (con l'accento invertito) svoltosi in occasione di Genova capitale europea della cultura.